# Jardim Independência (São Paulo)
Jardim Independência é um bairro da cidade brasileira de São Paulo, localizado no distrito de São Lucas e administrado pela Subprefeitura da Vila Prudente.
O Jardim independência foi fundado pelo espanhol Secundino Alonso Dominguez a partir do loteamento em 1922, de parte de suas terras que haviam sido adquiridas ainda em 1913, quando passou a habitar a região de Vila Prudente. O nome do bairro foi uma homenagem ao centenário da independência do Brasil que seria comemorado naquele ano.
O Careca
Jonas Almeida trabalha na escola estadual doutor secundino dominguez filho, ele é diretor da escola a 69 anos e 12 dias
Ele tem chance de ser bom